# Аполлон, убивающий ящерицу
«Аполлон, убивающий ящерицу» (Савроктон) — выставленная в Лувре мраморная фигура нагого юноши рядом с деревом, по которому ползёт ящерица. Изготовлена в первые столетия Римской империи с утраченного бронзового оригинала, который Плиний Старший приписывает Праксителю (XXXIV, 69-70) . Ящерица, по-видимому, символизирует Пифона.
Со времён Шипионе Боргезе и до покупки собрания Боргезе императором Наполеоном в 1807 году статуя служила одним из «гвоздей» виллы Боргезе в Риме. 
Сохранилось более 20 копий, мраморных и бронзовых (лучшие — в Ватикане и в Лувре; бронзовая статуэтка — в Вилле Альбани в Риме), изображения на монетах и геммах. Древняя бронзовая хранится в Художественном музее Кливленда.
Марциал в эпиграмме, озаглавленной «Сауроктон из коринфской меди» (XIV, 172), описывает, по всей видимости, эту статую, не называя автора; Марциал называет изображенного не Аполлоном, а «мальчиком».